# 京丹後市立三津小学校

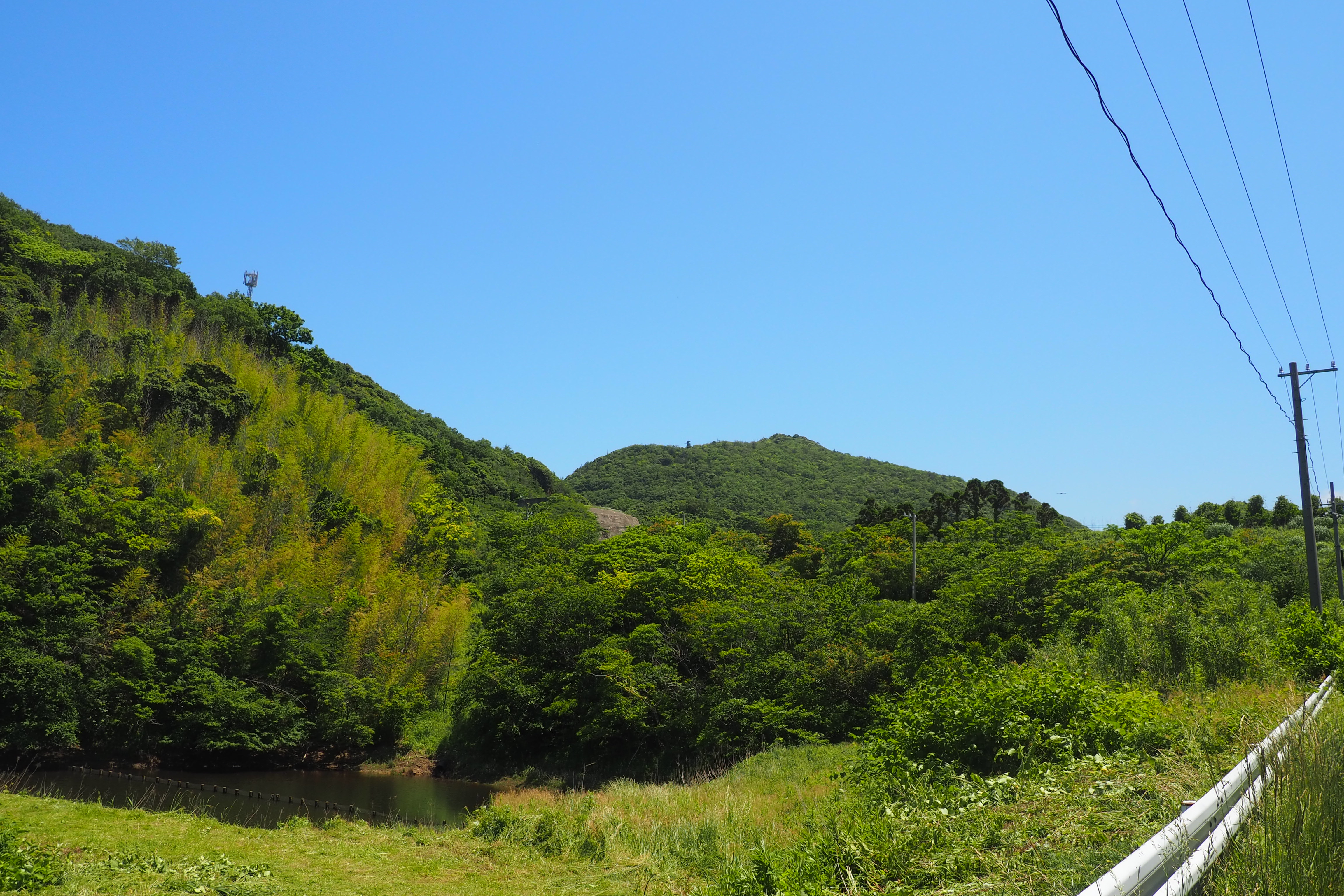
校歌に登場する徳楽山

京丹後市立三津小学校（きょうたんごしりつ みつしょうがっこう）は、かつて京都府京丹後市網野町三津27にあった公立小学校。1873年（明治6年）に創立されたが、2012年（平成24年）に京丹後市立島津小学校に統合されて閉校となった。三津小学校の校歌には近隣の徳楽山が登場する。

## 歴史

### 戦前
1872年（明治5年）の学制発布を受けて、1873年（明治6年）には竹野郡三津村字寺の奥に校舎を建設し、三津校として開校した。1873年（明治6年）の児童数は20数名だった。三津村は周辺の他村に先駆けて校舎を建設した村であり、元宮津藩士で文武両道に秀でた金原万助とその妻ますを教員として迎えた。
1891年（明治24年）には掛津校が廃校となったため、遊区と尾坂区の児童も三津校に通学することとなり、同年には校庭北端部に校舎を移転した。1909年（明治42年）には島津村字三津865番地に校地を移転したが（第2期校舎）、この頃には50人から60人の児童がいた。この際の校地は2021年（令和3年）現在の三津区民センターの敷地である。
1925年（大正14年）4月1日には島津村立島溝尋常高等小学校（島津校）と合併し、三津校は島津校第二部と呼ばれるようになった。三津の高等科の児童は島津校本校に通学している。1929年（昭和4年）12月5日には校舎の増築が完成し、1931年（昭和6年）には運動場の拡張に伴う校舎の修繕が完成した。
1941年（昭和16年）4月1日、国民学校令により島津国民学校第二部に改称した。1944年（昭和19年）1月11日には5年と6年が新校舎に移転した。1945年（昭和20年）4月5日には舞鶴市立吉原小学校から集団疎開を受け入れたが、1945年（昭和20年）10月12日には疎開児童が引き揚げている。

### 戦後

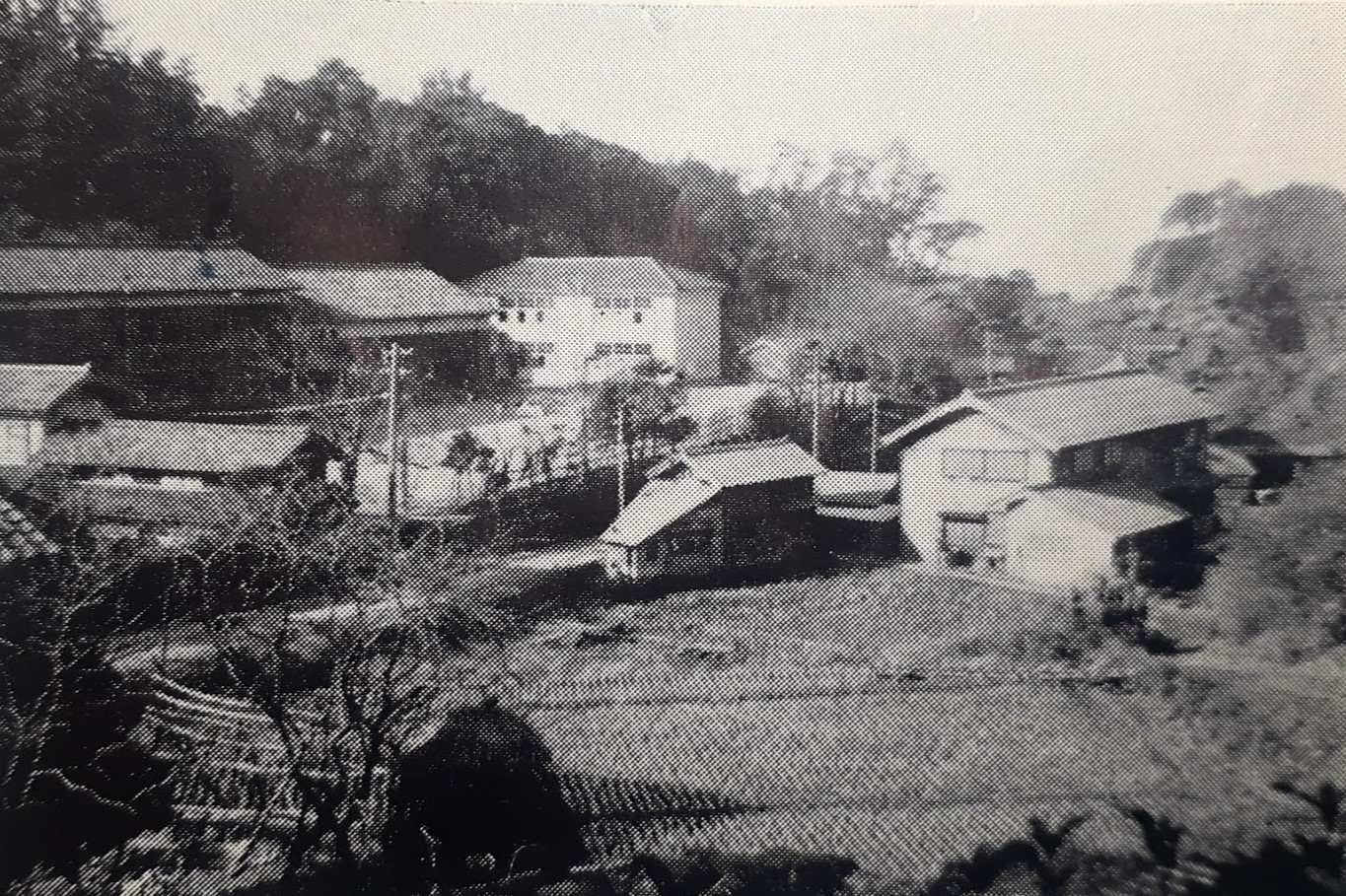
1960年の三津小学校（左上、旧校地）

1947年（昭和22年）4月1日、島津村立島津小学校第二部に改称した。1947年（昭和22年）10月1日には校舎（第3期校舎）が落成した。第一次ベビーブームによって見込まれる児童数の増加、本校である島津小学校への遠距離通学の不便、新しい教育への対応などを理由とする地域住民の要望を受けて、1949年（昭和24年）4月1日、島津小学校から独立して島津村立三津小学校となった。通学区は遊・尾坂・三津地区である。1950年（昭和25年）には島津村が（旧）網野町などが合併して（新）網野町が発足し、網野町立三津小学校に改称した。
1952年（昭和27年）時点では6学級（1学年1学級）の小規模校だった。1957年（昭和32年）10月24日、新校舎が竣工した（第4期校舎）。1963年（昭和38年）1月の昭和38年1月豪雪（三八豪雪）の折には、しばしば積雪多量のために臨時休校している。
1965年（昭和40年）3月2日には学校給食を開始し、1967年（昭和42年）9月4日には校歌と校章を制定した。1969年（昭和44年）9月28日には独立20周年記念運動会を開催し、三津区民グランドを開場した。1971年（昭和46年）11月29日には三津小学校で給食シンナー事件が発生し、網野町議会で学校給食管理体制の強化が主張されるきっかけとなった。1973年（昭和48年）11月3日には開校百周年記念式典を挙行した。
1988年（昭和63年）には落成した新校舎に移転した。狭い谷に形成された集落ではあるが、正規の200メートルトラックがとれるほどの広いグラウンドが造られた。校舎の建築には現代的な視点が取り入れられており、2・3年教室や4・5年教室は可変構造となっている。2階と3階にはオープンスペースが設置されており、丹後では初めて設置された多目的スペースである。

### 閉校
2004年（平成16年）4月1日、網野町など6町が合併して京丹後市が発足し、京丹後市立三津小学校に改称した。2007年（平成19年）には京丹後市が学校再配置検討委員会を設置し、大規模な学校統合を進めた。まずは京丹後市立網野北小学校との統合が検討されたが、その後京丹後市立島津小学校を拠点校とする統合に変更された。三津小学校は2012年（平成24年）3月末に閉校となり、島津小学校に統合された。1909年（明治42年）から数えると、2012年（平成24年）3月末の閉校までに527人が卒業した。最終年度の全校児童は21人であり、卒業生は男子3人・女子1人の4人だった。
京丹後市の公募によって、三津小学校跡地には和装衣装の京都豊匠が進出し、校舎は京都豊匠京丹後工場（縫製工場）となった。

## 歴代校長

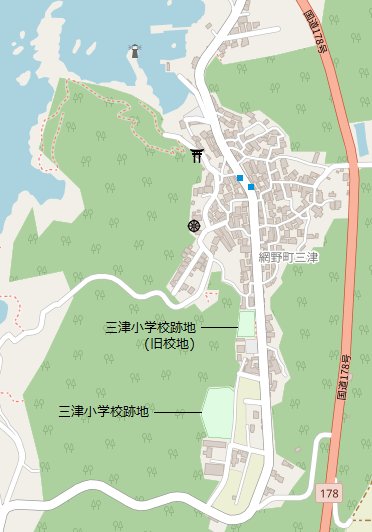
旧校地と現校地

出典は『記念誌 三津小学校 138年の歩み』。
校長
- 金原万助（1873年度～1885年度）
- 藤井愛二郎（1886年度～1909年度）
- 野村善夫（1910年度～1914年度）
- 河田藤之助（1915年度～1918年度）
- 大江関治（1919年度～1920年度）
- 梅田利代慈（1921年度～1924年度）

分校主任
- 本阿弥晃（1925年度～1927年度）
- 中矢金治郎（1928年度～1931年度）
- 三宅理一郎（1932年度～1934年度）
- 松本好男（1935年度～1936年度）
- 佐々木治一郎（1937年度～1940年度）
- 広瀬秀治（1941年度～1943年度）
- 川戸傳（1944年度～1946年度）
- 善積貞一（1947年度～1948年度）

校長
- 小山保正（1949年度～1955年度）
- 千賀富太郎（1956年度～1960年度）
- 毛呂祐規（1961年度～1963年度）
- 宮下三良（1964年度～1966年度）
- 藤田一男（1967年度～1968年度）
- 平林和夫（1969年度～1971年度）
- 川戸吉和（1972年度～1976年度）
- 吉岡孝（1977年度～1980年度）
- 上田好一（1981年度～1982年度）
- 給田昭三郎（1983年度～1985年度）
- 秦祐智（1986年度～1987年度）
- 岩田洋一郎（1988年度～1990年度）
- 田中重之（1991年度～1992年度）
- 田中寿輔（1993年度～1994年度）
- 吉岡完（1995年度～1997年度）
- 吉田征四郎（1998年度～1999年度）
- 西田清一（2000年度～2003年度）
- 荻野真作（2004年度～2006年度）
- 中山一（2007年度～2010年度）
- 木村和子（2011年度）

## 児童数の変遷
出典は『記念誌 三津小学校 138年の歩み』。
| 1952年度（昭和27年度） | 142人 |
| 1957年度（昭和32年度） | 156人 |
| 1960年度（昭和35年度） | 137人 |
| 1965年度（昭和40年度） | 87人  |
| 1970年度（昭和45年度） | 117人 |
| 1975年度（昭和50年度） | 114人 |
| 1980年度（昭和55年度） | 124人 |
| 1985年度（昭和60年度） | 107人 |
| 1990年度（平成02年度） | 51人  |
| 1995年度（平成07年度） | 59人  |
| 2000年度（平成12年度） | 59人  |
| 2005年度（平成17年度） | 45人  |
| 2011年度（平成23年度） | 21人  |